# Championnats d'Argentine de VTT

Les championnats d'Argentine de vélo tout terrain sont des compétitions ouvertes aux coureurs de nationalité argentine.

## Palmarès masculin

### Cross-country
| Année | Or                 | Argent             | Bronze             |
| ----- | ------------------ | ------------------ | ------------------ |
| 2009  | Hector Gasco       | Luciano Caraccioli | Mauro Berrocal     |
| 2010  | Catriel Soto       | Dario Gasco        | Luciano Caraccioli |
| 2012  | Catriel Soto       | Dario Gasco        | Luciano Caraccioli |
| 2013  | Catriel Soto       | Dario Gasco        | German Manzano     |
| 2014  | Catriel Soto       | Dario Gasco        | Luciano Caraccioli |
| 2016  | Catriel Soto       | Dario Gasco        | Claudio Pertile    |
| 2017  | Catriel Soto       | Jorge Macias       | Javier Altamirano  |
| 2018  | Catriel Soto       | Dario Gasco        | Gonzalo Artal      |
| 2019  | Catriel Soto       | Jorge Macias       | Dario Gasco        |
| 2021  | Catriel Soto       | Fernando Contreras | Jorge Macias       |
| 2022  | Catriel Soto       | Fernando Contreras | Joaquin Plomer     |
| 2023  | Catriel Soto       | Fernando Contreras | Jorge Macias       |
| 2024  | Fernando Contreras | Agustín Durán      | Jorge Macias       |

### Marathon
| Année | Or             | Argent             | Bronze             |
| ----- | -------------- | ------------------ | ------------------ |
| 2011  | Miguel Hidalgo | Diego Pereyra      | Juan Busso         |
| 2012  | German Manzano | Cristian Ranquehue | Miguel Hidalgo     |
| 2016  | German Manzano | Ignacio Gili       | Enzo Arce          |
| 2017  | German Manzano | Matias Baudino     | Luciano Caraccioli |
| 2018  | Matias Baudino | German Manzano     | Matias Ortiz       |
| 2019  | German Manzano | Matias Maggiora    | Matias Baudino     |
| 2021  | Facundo Perez  | Catriel Soto       | German Dohrmann    |
| 2025  | Catriel Soto   | Agustín Durán      | Fernando Contreras |

## Palmarès féminin

### Cross-country
| Année | Or                    | Argent              | Bronze                |
| ----- | --------------------- | ------------------- | --------------------- |
| 1995  | Jimena Florit         |                     |                       |
| 2008  | Agustina Apaza        | Gladys Dias         | Leila Luque           |
| 2009  | Paula Quiros          | Leila Luque         | Maria Iribarra        |
| 2010  | Noelia Rodriguez      | Paula Quiros        | Agustina Apaza        |
| 2012  | Noelia Rodriguez      | Jaquelina Alvarez   | Agustina Apaza        |
| 2013  | Agustina Apaza        | Noelia Rodriguez    | Maria Del Rosario     |
| 2014  | Agustina Apaza        | Noelia Rodriguez    | Marisa Pietrucci      |
| 2016  | Agustina Apaza        | Paula Quiros        | Leila Luque           |
| 2017  | Ines Gutierrez        | Paula Quiros        | Sofía Gómez Villafañe |
| 2018  | Sofía Gómez Villafañe | Agustina Apaza      | Paula Quiros          |
| 2019  | Sofía Gómez Villafañe | Paula Quiros        | Agustina Apaza        |
| 2021  | Agustina Apaza        | Mariana Casadey     | Florencia Delaporte   |
| 2022  | Ines Gutierrez        | Florencia Delaporte | Agustina Quiros       |
| 2023  | Agustina Apaza        | Ines Gutierrez      | Agustina Quiros       |
| 2024  | Agustina Apaza        | Agustina Quiros     | Ines Gutierrez        |

### Marathon
| Année | Or                 | Argent             | Bronze           |
| ----- | ------------------ | ------------------ | ---------------- |
| 2007  | Agustina Apaza     | Leila Luque        | Mariela Brizuela |
| 2011  | Ana Wulff          | Cristina Cazatous  | Lidia Benitez    |
| 2016  | Carolina Maldonado | Maria Lourdes      |                  |
| 2017  | Maria Lourdes      | Carolina Maldonado | Yesica Cantelmi  |
| 2018  | Yesica Cantelmi    | Carolina Maldonado | Laura Quiroga    |
| 2019  | Carolina Perez     | Yesica Cantelmi    | Maria Tufro      |
| 2021  | Yesica Cantelmi    | Carolina Perez     | Mariana Casadey  |
| 2025  | Ines Gutierrez     | Maria Bugarin      | Aldana Silman    |